# Alantois
Alantois (grč. ἀλλαντοεıδής: sličan kobasici vjerojatno preko engl. allantois) je vrećasta izbočina trbušne stijenke stražnjeg crijeva zametka u viših kralježnjaka ili amniota (gmazovi, ptice i sisavci, uključujući i čovjeka).

## Osnovne uloge
Iako mnoge različite životinje imaju alantois, postoje brojne razlike. Primarna uloga alantoisa, kod ptica i gmazova, je uloga mokraćnog mjehura - odlaganje nepotrebnih i štetnih izlučevina bubrega zametka. Sekundarna uloga je opskrba zametka kisikom i hranjivim tvarima mrežom krvnih žila. Ta se uloga zadržala i kod sisavaca. Stoga, možemo zaključiti da je alantois s tim karakteristikama prethodnik pupčane vrpce.

## Angiogeneza
Alantois je odgovoran za početak razvoja posteljice. U alantoisu se događa izvanembrionska angiogeneza. Naime, u mezodermalnom zidu alantoisa razvijaju se krvne žile (vasa allantoidea), prethodnici pupčanih žila (dvije arterije i jedna vena). Alantoisna angiogeneza započinje s distalnog vrha alantoisa, koji sadrži mezoderm. Napreduje distalno, da se spoji s korionom i formira placentarni labirint, i proksimalno, da se poveže s dorzalnom aortom. 
Kod nekih životinja alantois je embrijska ovojnica u pravom smislu riječi, a kod većeg dijela sisavaca alantois je samo privremena tvorba čija se funkcija iscrpljuje stvaranjem prvih krvnih žila i krvnih stanica.

## Urahus
Intraembrijski dio alantoisa naziva se urahus i proteže se od pupka do urogenitalnog sinusa. Nastaje između petog i sedmog tjedna gestacije. Nakon porođaja, gornji dio ove tvorbe obliteracijom formira vlaknasto tijelo poznato pod nazivom srednji pupčani ligament (ligamentum umbilicale medianum), koji se širi od mokraćnog mjehura do područja pupka, dok donji dio sudjeluje u oblikovanju mokraćnog mjehura. Kod nepotpune obliteracije urahusa nastaju fistule i ciste urahusa.